# HMS Flirt (1782)
Pour les autres navires du même nom, voir HMS Flirt.
Le HMS Flirt est un brick de 14 canons lancé par la Royal Navy en 1782. Construit en temps de paix, il ne participe à aucun conflit avant d'être revendu en 1795. Il est alors converti en baleinier avant d'être capturé par un corsaire français en 1803.